# Moldavia en los Juegos Europeos
Moldavia en los Juegos Europeos está representada por el Comité Olímpico Nacional y Deportivo de la República de Moldavia, miembro de los Comités Olímpicos Europeos. Ha obtenido un total de 10 medallas: 1 de oro, 2 de plata y 7 de bronce.

## Medalleros

### Por edición
| Evento        | Oro | Plata | Bronce | Total |
| ------------- | --- | ----- | ------ | ----- |
| Bakú 2015     | 0   | 1     | 2      | 3     |
| Minsk 2019    | 0   | 1     | 4      | 5     |
| Cracovia 2023 | 1   | 0     | 1      | 2     |
| TOTAL         | 1   | 2     | 7      | 10    |

### Por deporte
| Evento     | Oro | Plata | Bronce | Total |
| ---------- | --- | ----- | ------ | ----- |
| Lucha      | 0   | 1     | 4      | 5     |
| Muay thai  | 1   | 0     | 0      | 1     |
| Piragüismo | 0   | 0     | 1      | 1     |
| Sambo      | 0   | 1     | 2      | 3     |
| TOTAL      | 1   | 2     | 7      | 10    |